# 御蔵山古墳
御蔵山古墳（みくらやまこふん）は、栃木県宇都宮市塙田五丁目にある前方後円墳。栃木県庁北側に隣接する丘陵の頂上に位置し、墳丘上に雷神社が鎮座する。

## 特徴
宇都宮二荒山神社の宮司であった戸田香園らが発見し、1901年（明治34年）に『古墳発見ニ付上申書』にまとめて報告した。前方部が北北西を向く、全長 62 m の前方後円墳で、墳丘は三段築成である。1段目は元の地形を削り出して造成し、2段目と3段目は盛土で作られている。前方部は長さ 27 m × 先端幅 31 m 後円部は直径 35 m である。これらの値は復元値で、1884年（明治17年）の栃木県庁建設工事に伴い、古墳の南側は大きく削られている。周溝は確認されておらず、築造時点からなかったのか、県庁建設で失われたのかは不明である。現存部分の古墳の高さは、前方部で 5.4 m 、後円部で 4.8 m である。
埴輪・土師器（高坏）・須恵器（甕・器台）が出土しており、出土品の特徴から、6世紀前半に築造された古墳であることが判明している。

## 雷神社
古墳の前方部に鎮座する雷神社は、寛永年間（1624年 - 1644年）に塙田村の農民が雷・嵐除けのために創建したものである。祭神は大雷神で、大物主神を配神とする。宇都宮二荒山神社が管理している。
1992年（平成4年）の神社の改築を前にして、古墳のトレンチ調査が行われた。同調査で、墳頂端部から旧社殿のコンクリートの基礎が発見された。

## 古棺記

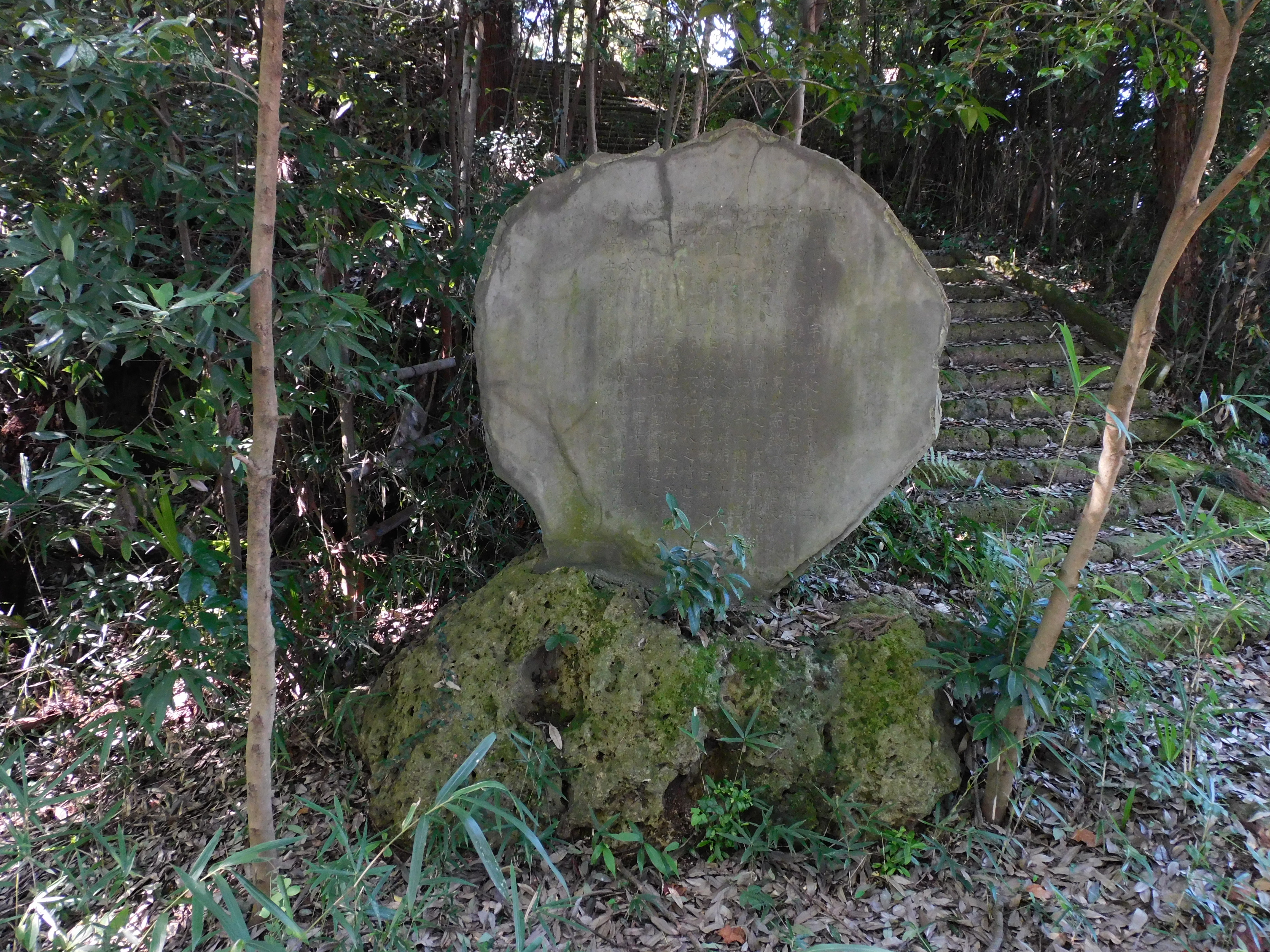
古棺記

後円部の東斜面、雷神社参道南脇に古棺記（こかんき）と称する石碑がある。この碑は、1888年（明治21年）12月28日の石棺埋葬式の際に建てられたもので、撰文は井上重實、揮毫は戸田香園による。長さ6尺（≒1.82 m）余 × 横 2尺5寸（≒75.8 cm）の石棺が出土し、管玉50個、臼珠12顆、短剣1口などが出土した旨を刻んでいる。
この碑に書かれた石棺は御蔵山古墳の出土品ではなく、栃木県庁の建設現場にあった古墳から出土したものであることが戸田香園ほか編『古墳発見ニ付上申書』に記されている。同書によると、県庁の建設によって古墳が失われたため、県庁の北東の隅に石棺を埋め、その上に古棺記の碑を建てたのだという。碑は建立後、2度移動させられている。

## 周辺環境

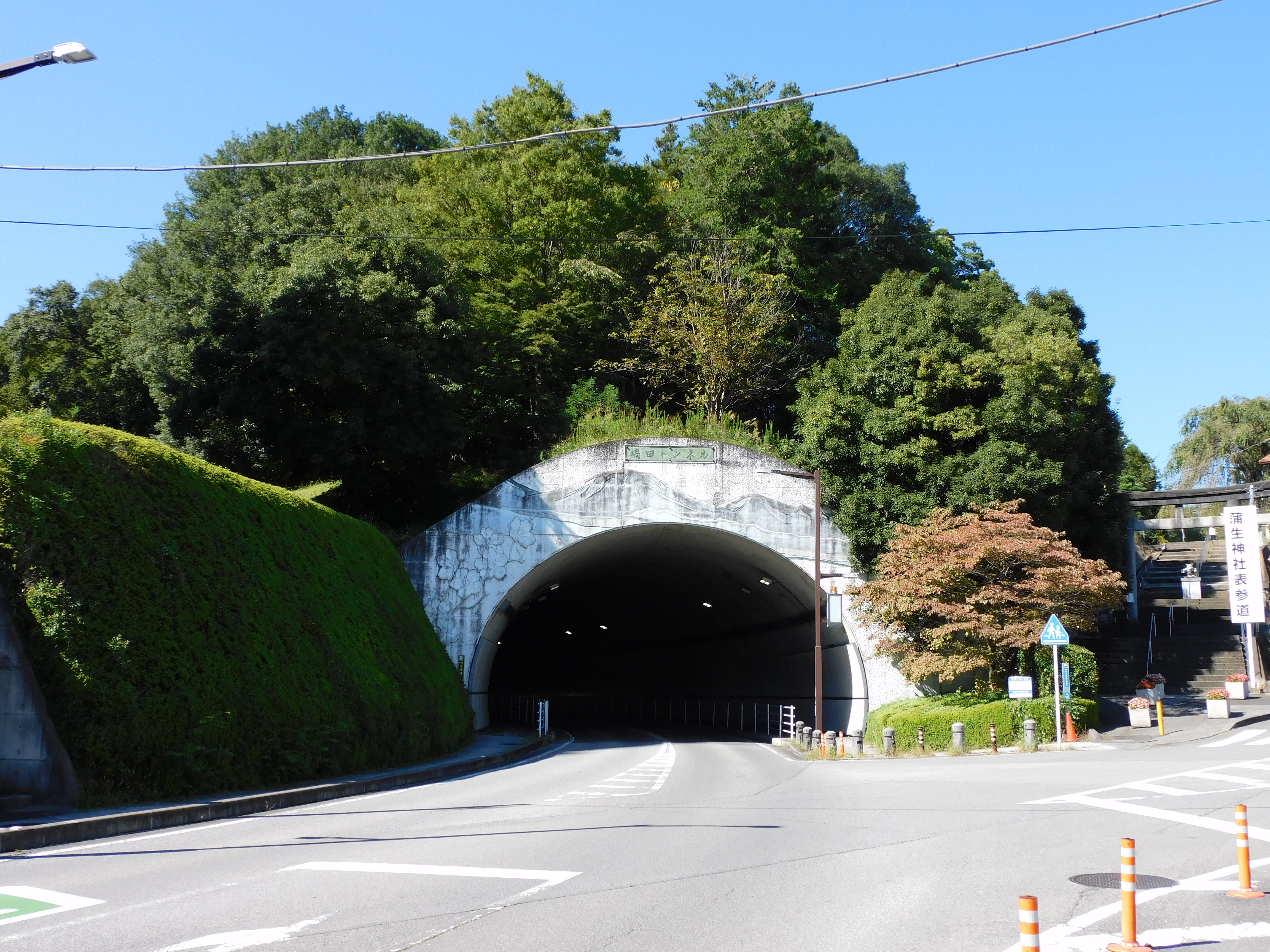
塙田トンネル

栃木県庁の敷地の東に隣接する道路（栃木県道64号宇都宮向田線）を北進すると、塙田トンネルの入り口が現れる。その手前に蒲生神社の大きな石鳥居があり、鳥居の左脇の「雷神社」の標柱に沿って急な石段を登っていくと、御蔵山古墳および雷神社に到達する。古墳のある御蔵山には警友会館下野荘や個人宅があったが、トンネルの掘削に伴い移転した。
御蔵山古墳のある宇都宮丘陵の縁辺部には古墳が点在し、八幡山公園のある丘陵にも複数の円墳があったとされるが、現存するのは八幡山古墳群1号墳のみである。御蔵山古墳自体も八幡山古墳群の1つである可能性がある。